# Enise Ütük
Enise Ütük (* 10. März 1985 in Manisa) ist eine türkische Schauspielerin.

## Leben und Karriere
Ütük wurde am 10. März 1985 in Manisa geboren. Sie studierte an der Kocaeli Üniversitesi. Ihr Debüt gab sie 2007 in der Fernsehserie Zoraki Koca. Anschließend war sie 2008 in dem Film Recep İvedik 2 zu sehen. Im selben Jahr wirkte sie in der Serie Hayat Güzeldir mit. Außerdem spielte sie in Milyonda Bir mit.
2010 bekam sie in İhanet eine Hauptrolle. Zwischen 2010 und 2013 wurde Ütük für die Serie Çocuklar Duymasın gecastet. Unter anderem trat sie 2011 in Adım Bayram Bayram auf. 2013 setzte sie ihre Karriere in Yağmurdan Kaçarken fort.

## Filmografie
Filme
- 2008: Recep İvedik 2
- 2010: Büşra

Serien
- 2007: Zoraki Koca
- 2008: Hayat Güzeldir
- 2008: Milyonda Bir
- 2008: Arka Sıradakiler
- 2010: İhanet
- 2010–2013: Çocuklar Duymasın
- 2011: Adım Bayram Bayram
- 2013: Yağmurdan Kaçarken